# Bahnstrecke Rheinberg–Moers–Hoerstgen-Sevelen
| Strecke von rechts                                                                |      | von Xanten                                  | von Xanten                                  |
| Bahnhof                                                                           |      | Rheinberg (Rheinl)                          | Rheinberg (Rheinl)                          |
| Strecke · Kopfbahnhof Streckenanfang                                              | 0,0  | Rheinberg Kreisbahn                         | Rheinberg Kreisbahn                         |
| Abzweig nach links und nach rechts · Abzweig geradeaus und von rechts             |      | nach Moers                                  | nach Moers                                  |
| Bahnhof                                                                           | 0,8  | Winterswick                                 | Winterswick                                 |
| Haltepunkt / Haltestelle                                                          | 3,3  | Budberg (Kr Wesel)                          | Budberg (Kr Wesel)                          |
| ehemaliger Bahnhof                                                                | 4,7  | Eversael                                    | Eversael                                    |
| Dienststation / Betriebs- oder Güterbahnhof                                       | 6,3  | Orsoy                                       | Orsoy                                       |
| Abzweig geradeaus, nach links und von links                                       |      | von/nach Rheinhafen Orsoy                   | von/nach Rheinhafen Orsoy                   |
| ehemaliger Haltepunkt / Haltestelle                                               | 7,1  | Orsoyer Berg                                | Orsoyer Berg                                |
| Haltepunkt / Haltestelle                                                          | 8,6  | Lohheide                                    | Lohheide                                    |
| ehemaliger Haltepunkt / Haltestelle                                               | 10,3 | Baerler Busch                               | Baerler Busch                               |
| Bahnhof                                                                           | 11,2 | Baerl                                       | Baerl                                       |
|                                                                                   |      |                                             |                                             |
| Kreuzung                                                                          | 11,5 | Zeche Friedrich Heinrich–Rheinpreußen-Hafen | Zeche Friedrich Heinrich–Rheinpreußen-Hafen |
|                                                                                   |      |                                             |                                             |
| Strecke mit Straßenbrücke                                                         |      | A 42                                        | A 42                                        |
| Kreuzung geradeaus unten                                                          |      | Güterstrecke Meerbeck–Oberhausen            | Güterstrecke Meerbeck–Oberhausen            |
| ehemaliger Bahnhof                                                                | 13,5 | Meerbeck                                    | Meerbeck                                    |
| Kreuzung geradeaus oben · Strecke von rechts                                      |      | von Rheinberg                               | von Rheinberg                               |
| ehemaliger Haltepunkt / Haltestelle · Strecke                                     | 15,2 | Moers Baerler Str.                          | Moers Baerler Str.                          |
| Abzweig geradeaus, nach links und von rechts · Abzweig geradeaus und von rechts   |      | Strecke von Hoerstgen-Sevelen (s. u.)       | Strecke von Hoerstgen-Sevelen (s. u.)       |
| Dienststation / Betriebs- oder Güterbahnhof · Strecke                             | 16,2 | Moers Kreisbahn                             | Moers Kreisbahn                             |
| Strecke von links · Abzweig ehemals geradeaus und nach rechts · Strecke           |      |                                             |                                             |
| Haltepunkt / Haltestelle Streckenende · Bahnhof (Strecke außer Betrieb) · Bahnhof |      | Moers Pbf                                   | Moers Pbf                                   |
| Strecke (außer Betrieb) · Strecke                                                 |      | Krefelder Eisenbahn                         | Krefelder Eisenbahn                         |
| Strecke nach links                                                                |      | nach Duisburg                               | nach Duisburg                               |

| Kopfbahnhof Streckenanfang (Strecke außer Betrieb)      | 35,8  | Hoerstgen-Sevelen                     | Hoerstgen-Sevelen                     |
| Bahnhof (Strecke außer Betrieb)                         | 34,9  | Oermten                               | Oermten                               |
| Kreuzung geradeaus unten (Strecken außer Betrieb)       |       | unvollendete Strecke Geldern–Meerbeck | unvollendete Strecke Geldern–Meerbeck |
| Bahnhof (Strecke außer Betrieb)                         | 33,0  | Oermterberg                           | Oermterberg                           |
| Bahnhof (Strecke außer Betrieb)                         | 31,2  | Rheurdt                               | Rheurdt                               |
| Bahnhof (Strecke außer Betrieb)                         | 28,0  | Schaephuysen                          | Schaephuysen                          |
| Haltepunkt / Haltestelle Strecke bis hier außer Betrieb | 25,9  | Neufeld                               | Neufeld                               |
| Bahnhof                                                 | 25,2  | Vluyn                                 | Vluyn                                 |
| Abzweig geradeaus und ehemals nach rechts               |       | Bergwerk Niederberg                   | Bergwerk Niederberg                   |
| ehemaliger Bahnhof                                      | 23,6  | Dickscheheide                         | Dickscheheide                         |
| Abzweig geradeaus und ehemals von rechts                |       | Bergwerk Niederberg                   | Bergwerk Niederberg                   |
| Haltepunkt / Haltestelle                                | 22,3  | Neukirchen West                       | Neukirchen West                       |
| Bahnhof                                                 | 21,7  | Neukirchen                            | Neukirchen                            |
| Strecke mit Straßenbrücke                               |       | A 57                                  | A 57                                  |
| Blockstelle                                             | 19,7  | Jostenhof (Anst)                      | Jostenhof (Anst)                      |
| Haltepunkt / Haltestelle                                | 19,59 | Hülsdonk                              | Hülsdonk                              |
| Dienststation / Betriebs- oder Güterbahnhof             | 18,2  | Moers Nord                            | Moers Nord                            |
| Abzweig geradeaus und von links                         |       | Strecke von Rheinberg (s. o.)         | Strecke von Rheinberg (s. o.)         |
| Dienststation / Betriebs- oder Güterbahnhof             | 16,2  | Moers Kreisbahn                       | Moers Kreisbahn                       |
|                                                         |       |                                       |                                       |
| Quellen:                                                |       |                                       |                                       |

Die Bahnstrecke Rheinberg–Moers–Hoerstgen-Sevelen ist eine von den Niederrheinischen Verkehrsbetriebe (NIAG) betriebene normalspurige Nebenbahn im Kreis Kleve und Kreis Wesel, auf der planmäßig nur noch im Güterverkehr gefahren wird. Eröffnet wurde die Strecke 1909/1910 von der Moerser Kreisbahn.

## Geschichte

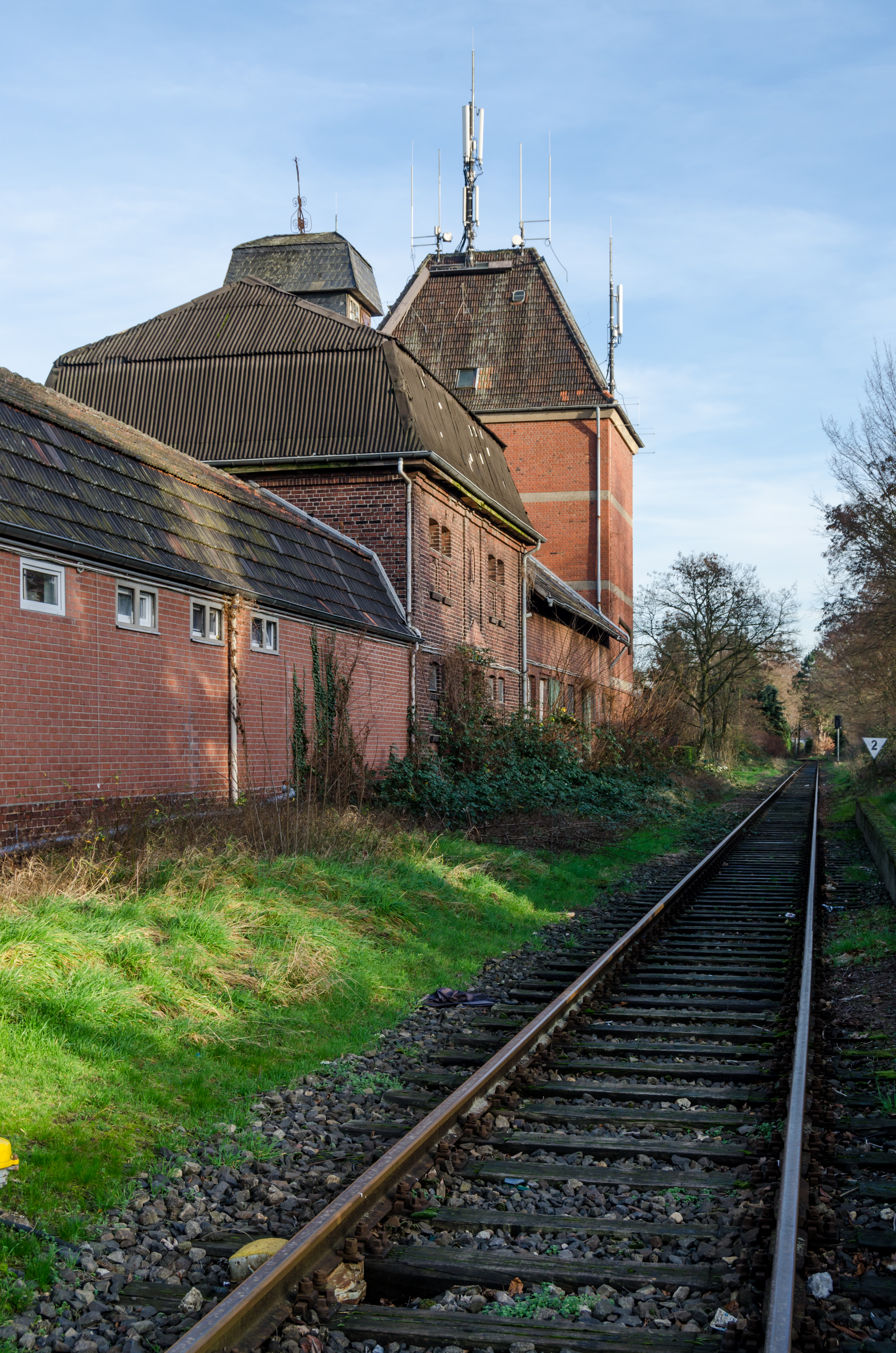
Bahnstrecke Rheinberg–Moers auf Höhe des Bahnhofs Budberg

Um den Norden des damaligen Kreises Moers besser erschließen zu können, beschloss der Kreistag im Jahr 1905 den Bau von mehreren Eisenbahnstrecken. Nachdem die ursprünglichen Pläne reduziert worden waren, wurde noch im gleichen Jahr die Konzession für die Strecke von Rheinberg über Moers nach Sevelen erteilt. Am 7. September 1907 wurde der erste Spatenstich durchgeführt. Eröffnet wurde die Strecke von Moers nach Schaephuysen am 1. Mai 1909. Ein Jahr später wurde die Strecke bis Sevelen eröffnet. Auch zwischen Rheinberg und Meerbeck wurde gleichzeitig der Verkehr aufgenommen, der Rest bis Moers noch nicht, da die Eisenbahnüberführung über die staatliche Bahnstrecke Rheinhausen–Kleve noch nicht fertiggestellt war. Als das geschehen war, konnte am 8. Juli 1910 auch der Abschnitt Meerbeck–Moers in Betrieb genommen werden. Am 13. Januar 1913 wurde schließlich noch ein Anschlussgleis von Orsoy zum Rheinhafen Orsoy in Betrieb genommen.
In Moers teilte man sich den Betriebsbahnhof und die Übergabe zur Staatsbahn mit der von Süden kommenden Krefelder Eisenbahn, die Personenbahnhöfe lagen aber auf dem Vorplatz des Bahnhofes Moers nebeneinander.
Der Verkehr entwickelte sich gut, nach den Erschließung neuer Kohlenvorkommen 1912 stieg er rapide. So wurde auch schon früh der Personen- vom Güterverkehr getrennt. 1921 beschaffte man die ersten Triebwagen; sie stammten ursprünglich von der Schmöckwitz–Grünauer Uferbahn.
Die Wirtschaftskrise in den 1920er Jahren macht sich natürlich auch in sinkenden Beförderungsleistungen bemerkbar. Ab Mitte der 1930er Jahre nahm der Kohleverkehr zu den Rheinhäfen und zur Staatsbahn wieder erheblich zu. 1938 schloss sich die Moerser Kreisbahn mit der Straßenbahn Moers-Lintfort-Kamp Rheinberg, dem Rheinhafen Orsoy und dem Kreiswasserwerk zu den Kreis Moerser Verkehrs- und Versorgungsbetrieben zusammen.
Im Zweiten Weltkrieg gab es große Schäden und der Verkehr kam am 4. März 1945 ganz zum Erliegen. Bereits am 11. Mai wurde er aber wieder aufgenommen.
Ende der 1960er Jahre verlagerte sich der Kohleverkehr auf andere Strecken, dafür nahm der Erzverkehr zu.
1967 gingen die Kreis Moerser Verkehrs- und Versorgungsbetriebe in den Niederrheinischen Verkehrsbetriebe (NIAG) auf, die ein großes Busnetz betrieben.
Die Strecke ist noch vorhanden und im Betrieb, nur der Abschnitt Neufeld–Hoerstgen-Sevelen kann derzeit (2011) nicht befahren werden.

## Verkehr

### Personenverkehr

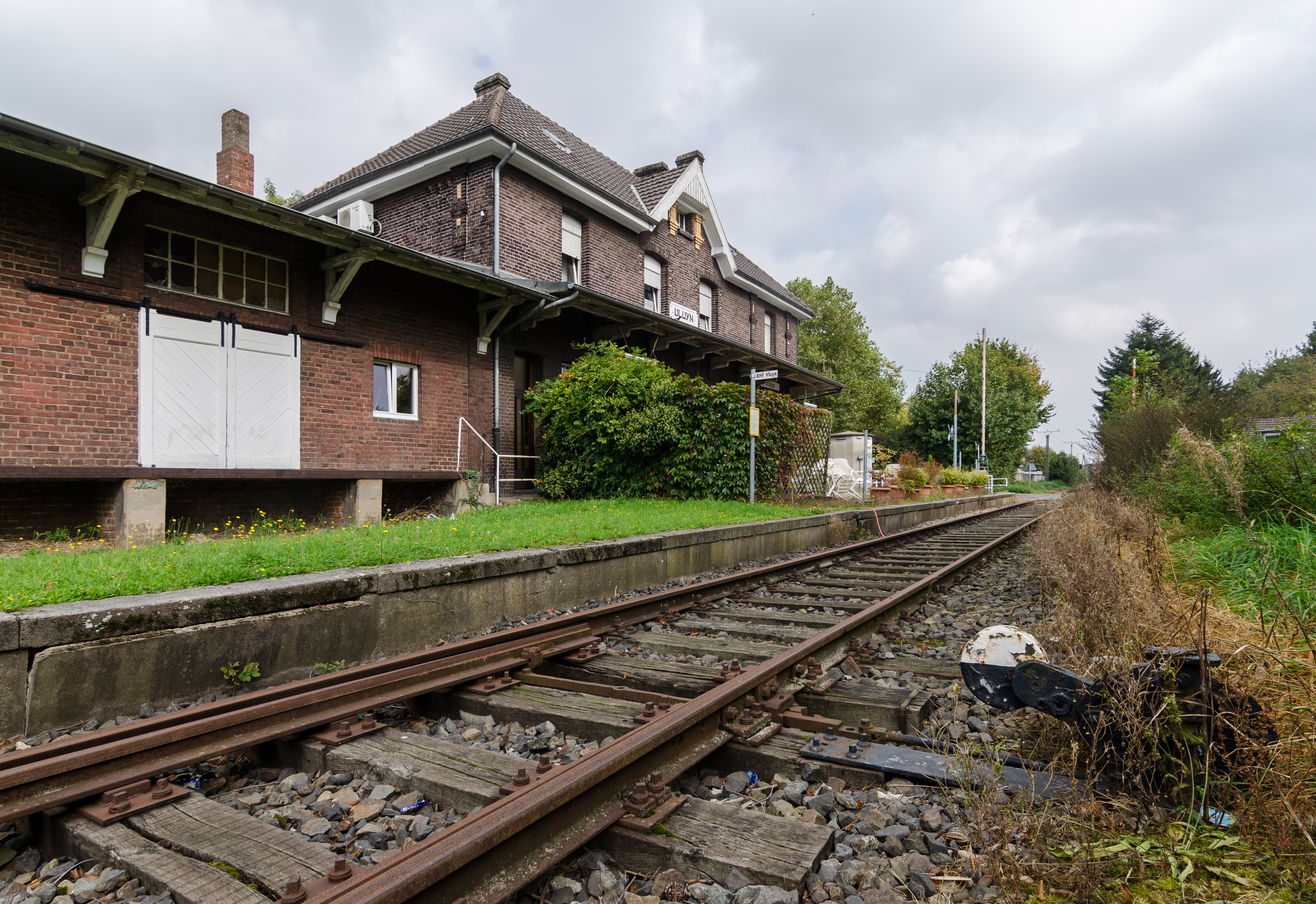
Bahnstrecke am Bahnhof Vluyn von 1909

Bei der Aufnahme des Verkehrs war er noch landwirtschaftlich geprägt. So gab es dienstags und freitags besondere Marktwagen für die Marktbeschicker. Daneben spielte der Ausflugsverkehr zum Oermter Berg und der Pilgerverkehr nach Kevelaer eine Rolle; die Pilger fuhren bis Sevelen, um von dort zu Fuß weiterzulaufen.
Die Eröffnung der Kohlenzechen, wie dem Bergwerk Niederberg 1912 bei Dickscheheide, brachte auch erheblichen Berufsverkehr mit sich. 1909/10 wurden 147 000 Reisende befördert, in den 1920er Jahren waren es jährlich über eine Million.
1914 verkehrten zwischen Moers und Hoerstgen-Sevelen sieben Zugpaare, zwischen Moers und fünf, außerdem ein weiteres Zugpaar zwischen Moers und Orsoy.
Im Berufsverkehr fuhren lange Züge, in den Zeiten dazwischen waren ab 1921 Triebwagen im Einsatz. 1928 gab es neun Zugpaare nach Sevelen und acht Zugpaare nach Rheinberg. 1948/49 waren es sieben Zugpaare nach Rheinberg, zehn Zugpaare nach Sevelen. 1959 wurde der Personenverkehr komplett von Triebwagen übernommen. Der Personenverkehr wurde immer stärker auf Busse der NIAG verlagert. Mit der Verschmelzung zur NIAG 1967 wurde der Schienenpersonenverkehr 1968 vollständig auf Busse umgestellt. Für die Triebwagen blieb nur der Stückgutverkehr, bis er 1982 von LKW übernommen wurde.
Es gab auch weiterhin Gelegenheitsverkehr wie zum Oermter Berg. Hierzu wurde 1978 ein MAN-Schienenbus von den Verkehrsbetrieben Hornburg beschafft, welcher 2004 verkauft und danach von einem Uerdinger Schienenbus abgelöst wurde.
2011 verkehrte zu besonderen Anlässen der „Niederrhein-Sprinter“ zwischen Moers und Rheinberg.
Seit der jüngeren Vergangenheit wird überlegt, den Personenverkehr zwischen Neukirchen-Vluyn und Moers in Form einer regelmäßigen SPNV-Verbindung von Neukirchen-Vluyn nach Duisburg Hbf über diese Strecke wiederzubeleben. Dazu sollen die aktuell im Bahnhof Moers endenden Züge der Linie RE44 stündlich nach Neukirchen-Vluyn verlängert werden. Verkehrsminister Hendrik Wüst kündigte an, das Geld für die Reaktivierung sei vorhanden, falls sich das Projekt als wirtschaftlich erweist.

### Güterverkehr
Waren zunächst landwirtschaftliche Produkte die Beförderungsgüter, so wurde das bald durch die Kohle übertroffen. 1928 wurden fast eine Million Tonnen Güter befördert. Zehn Jahre später waren es 1,7 Millionen Tonnen. Ein großer Teil davon entfiel auf den Rheinumschlag im Hafen Orsoy. Auch nach dem Krieg stieg das Frachtaufkommen weiter. 1968 betrug es 3,5 Millionen Tonnen, die Hälfte davon wurde im Rheinhafen Osoy umgeschlagen.
Ab 1981 spielte auch der Erzumschlag eine große Rolle, das Erz wird, vom Schiff kommend, im Hafen Orsoy gelagert und zu Hüttenwerken im Saarland weitertransportiert. Der Erzverkehr nahm stark zu, Mitte der 1990er Jahre lag er bei fast einer Million Tonnen. Daneben war der Holzumschlag in Orsoy eine Zeit lang beträchtlich, in der ersten Hälfte des 20. Jahrhunderts vor allem für Grubenholz.
Nach der Jahrtausendwende ging der Verkehr zurück, 2008 waren es noch 1,5 Millionen Tonnen Kohle, 486.000 Tonnen Erz und 159.000 Tonnen übrige Güter.
Nördlich von Orsoy verkehren heute (2011) nur noch durchgehende Züge nach Millingen, die in Rheinberg auf die Deutsche Bahn übergehen.